# Charles Wyndham, 2. Earl of Egremont

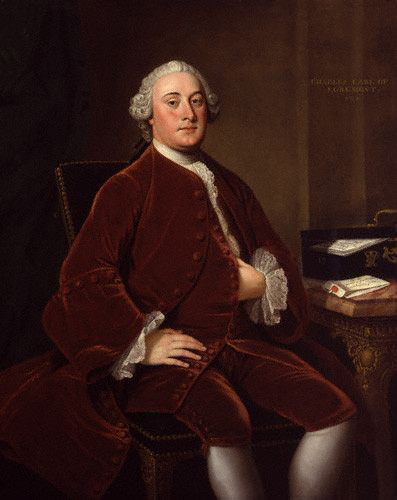
Charles Wyndham, 2. Earl of Egremont. Gemälde von William Hoare

Charles Wyndham, 2. Earl of Egremont (* 19. August 1710; † 21. August 1763 in London) war ein britischer Peer und Politiker.

## Leben
Wyndham war der älteste Sohn von Sir William Wyndham, 3. Baronet, aus dessen erster Ehe mit Lady Catherine Seymour, einer Tochter von Charles Seymour, 6. Duke of Somerset. Sein jüngerer Bruder war Percy Wyndham, der später Earl of Thomond wurde. Ab 1719 besuchte Charles Wyndham die Westminster School, anschließend studierte er ab 1725 am Christ Church College der Universität Oxford. Von 1728 bis 1730 unternahm er zusammen mit George Lyttelton und Henry Bathurst eine Grand Tour durch Deutschland, Frankreich und Italien. Nach einer gescheiterten Kandidatur 1734 wurde er 1735 Abgeordneter im House of Commons, zuerst von 1735 bis 1741 als Burgess für Bridgwater, von 1742 bis 1747 für Appleby und 1747 bis 1750 für Taunton. Politisch gehörte er wie sein Vater den Tories an, die in Opposition zur Whig-Regierung standen. Beim Tod seines Vaters 1740 erbte er dessen Güter und den Titel 4. Baronet, of Orchard. Politisch näherte er sich jedoch zunehmend den Whigs an, bis er im Februar 1750 beim Tod seines Onkels, des 7. Dukes of Somerset die Titel 2. Earl of Egremont und 2. Baron Cockermouth erbte. Mit diesen Titeln war ein Sitz im House of Lords verbunden, für die er aus dem House of Commons ausschied. Von 1751 bis 1759 bekleidete er das Amt des Lord Lieutenant von Cumberland. Seine politische Karriere erreichte ihren Höhepunkt, als er im Juli 1761 Mitglied des Privy Council wurde und im Oktober 1761 unter dem Premierminister Duke of Newcastle als Nachfolger von William Pitt Secretary of State for the Southern Department und damit britischer Außenminister wurde. Er behielt dieses Amt auch unter Premierminister Bute, dazu wurde er 1762 Lord Lieutenant von Sussex. Am 16. April 1763 wurde sein Schwager Hon. George Grenville, der Mann seiner Schwester Elizabeth Wyndham, Premierminister. Wyndham als Außenminister und Grenville als Premierminister bildeten zusammen mit George Montagu-Dunk, 2. Earl of Halifax als Secretary of State für the Northern Department ein Triumvirat, das jedoch durch Wyndhams frühzeitigen Tod im August 1763 zerbrach.
Wyndham wurde Minister, ohne vorher größere diplomatische oder verwaltungsfachliche Erfahrungen gesammelt zu haben. Eine Grundfeste seiner Außenpolitik war die Gegnerschaft zu den Bourbonenmonarchien in Frankreich und Spanien. Als Außenminister erklärte er 1761 Spanien den Krieg und schloss 1763 den Pariser Frieden mit Frankreich und Spanien. Daneben wurde er 1763 in die North-Briton-Affäre um John Wilkes verwickelt. Als maßloser Esser erlitt er am 21. August 1763 einen Schlaganfall, an dem er am selben Tag starb.

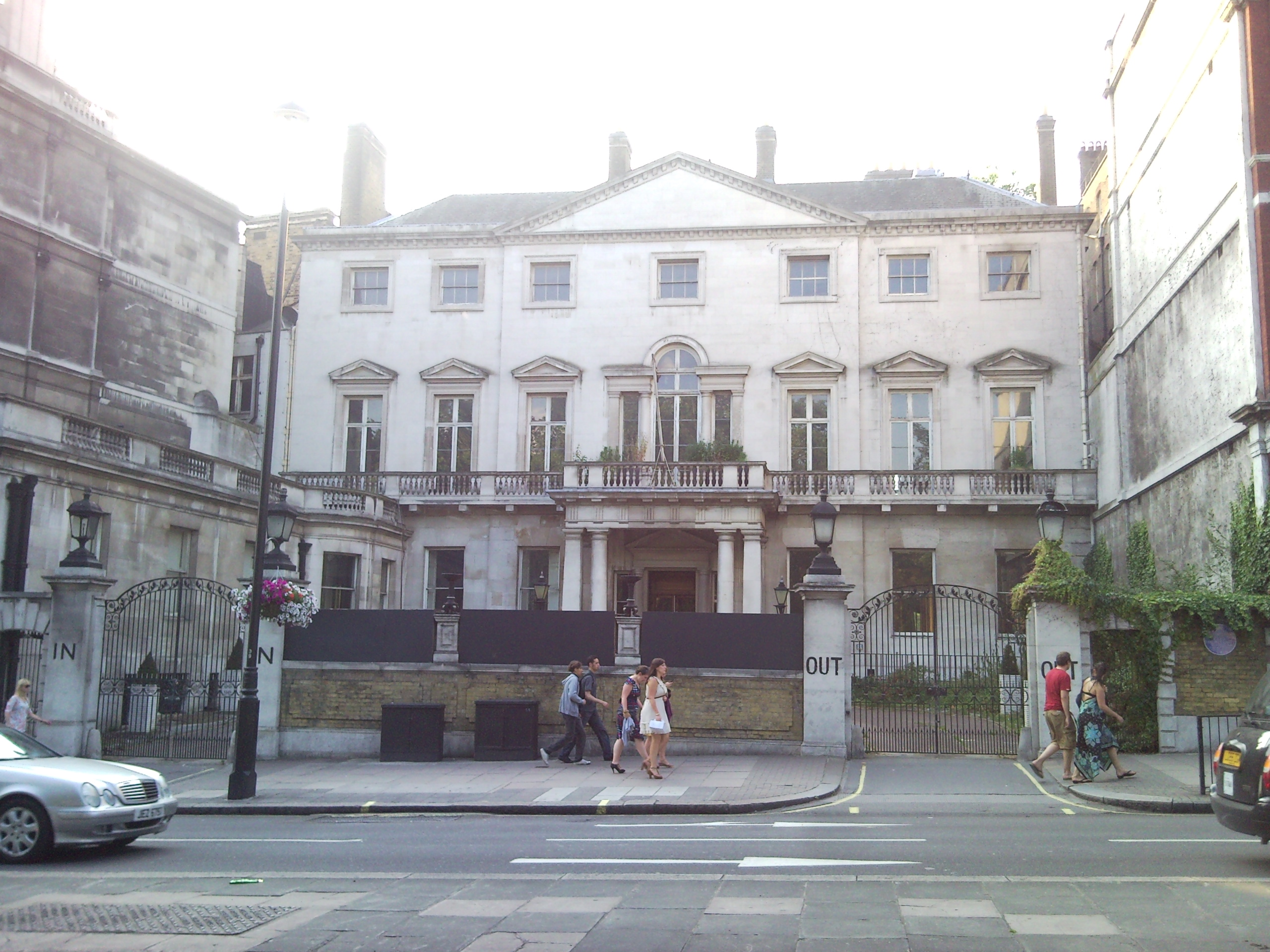
Das frühere Egremont House, das Londoner Stadthaus der Earls of Egremont, heute Cambridge House

## Wyndham als Kunstsammler
Nach seinen Aufzeichnungen erwarb er bereit um 1734 ein Gemälde von Hogarth. Das Erbe seines Vaters ermöglichte ihm den Erwerb weiterer Gemälde und Kunstwerke, ab 1742 war er Mitglied der Society of Dilettanti. Zum Erbe seines Onkels Algernon Seymour gehörte ein umfangreicher Grundbesitz in Cumberland und Sussex. Er vernachlässigte jedoch seine Güter im Norden und wohnte hauptsächlich in Petworth House in Sussex, wo er ab 1751 den Park durch Capability Brown umgestalten ließ. Seine reiche Erbschaft ermöglichte es ihm, eine bedeutende Kunstsammlung aufzubauen, dabei wurde sein Kunstgeschmack maßgeblich von Thomas Coke, 1. Earl of Leicester beeinflusst. Von ihm übernahm er auch den Baumeister Matthew Brettingham, der sein neues Stadthaus in London, Cambridge House im Stadtteil Westminster errichtete sowie 1754 bis 1763 in Petworth House einen eigenen Museumsraum, die heutige North Gallery, anbaute. Seit 1755 baute Wyndham, unterstützt von Matthew Brettingham dem Jüngeren, eine bedeutende Sammlung antiker Skulpturen auf, die heute noch in Petworth House zu sehen ist. Daneben erwarb er allein von 1749 bis zu seinem Tod 183 Gemälde, darunter welche von David Teniers dem Jüngeren und von Sébastien Bourdon, die sich heute ebenfalls noch in Petworth House befinden. Ein Großteil seiner Gemäldesammlung wurde jedoch 1794 von seinem Sohn verkauft.

## Familie und Nachkommen
Er heiratete am 12. März 1751 Hon. Alicia Maria Carpenter († 1794), eine Tochter des George Carpenter, 2. Baron Carpenter. Seine Gattin wurde 1761 Lady of the Bedchamber für Königin Charlotte. Das Paar hatte vier Söhne und drei Töchter, darunter
- George Wyndham, 3. Earl of Egremont (1751–1837), ⚭ 1801 Elizabeth Ilive († 1822);
- Lady Elizabeth Alicia Maria Wyndham (1752–1826), ⚭ 1771 Henry Herbert, 1. Earl of Carnarvon;
- Lady Frances Wyndham (1755–1795), ⚭ 1776 Charles Marsham, 1. Earl of Romney;
- Hon. Percy Charles Wyndham (1757–1842), Sekretär am Gerichtshof von Barbados;
- Hon. Charles William Wyndham (1760–1828), ⚭ Lady Anna Barbara Frances Lambton, Witwe des William Henry Lambton († 1832), MP, Tochter des George Villiers, 4. Earl of Jersey;
- Hon. William Frederick Wyndham (1763–1828), britischer Gesandter im Großherzogtum Toskana 1794–1814, ⚭ (1) 1784 Frances Mary Harford, illegitime Tochter des Frederick Calvert, 6. Baron Baltimore, ⚭  (2) Julia Smorzewska, Comtesse de Spyterki.